# Waclaw Antoni von Reybekiel
Waclaw Antoni von Reybekiel, auch Wacek von Reybekiel, (geboren 31. März 1902 in Zürich; gestorben 1988 in Stockholm) war ein polnisch-schwedischer Maler, Zeichner und Kunstpädagoge.

## Leben
Waclaw Antoni von Reybekiel war ein Sohn des polnischen Arztes und Philosophen Adolf von Reybekiel und der Psychologin Helena Schapiro. Sein Bruder Wilfred Saffiotti von Reybekiel (1912–1976) wurde Arzt in England. Von Reybekiel besuchte die Oberrealschule auf der Uhlenhorst in Hamburg und studierte nach dem Abitur ab 1921 Kunstgeschichte, Psychologie und Pädagogik an der Universität Hamburg. Er wurde 1928 mit einer Dissertation über den fons vitae bei Erwin Panofsky promoviert.
Daneben studierte er Malerei an der Kunstgewerbeschule Hamburg und danach in Berlin an der Privatschule des vormaligen Bauhäuslers Johannes Itten und einige Semester an der Berliner Kunstakademie, wo er Grafikunterricht bei Hans Meid und Malerei bei Karl Hofer hatte. Er heiratete 1933 die Konzertpianistin und Musikpädagogin Irmgard Heilandt, sie hatten ein Kind. Nach der Machtübergabe an die Nationalsozialisten 1933 wurde er als Regimegegner exmatrikuliert und emigrierte nach Schweden.
In Stockholm war er Schüler bei Albert Engström an der Akademie der bildenden Künste Stockholm und in dessen Studio in Grisslehamn. Von Reybekiel arbeitete als Lehrer für plastische Anatomie an der Kunstschule von Isaac Grünewald, in der Skulpturenschule von Lena Börjesson und in der Malschule von Signe Barth. 1949 heiratete er in zweiter Ehe die Malerin Maj-Stina Sandberg, sie hatten zwei Kinder. Mit ihr eröffnete er eine eigene Kunstschule. Von Reybekiel hatte Einzelausstellungen und nahm an Gruppenausstellungen teil.

## Dissertation
- Der „fons vitae“ in der christlichen Kunst. Niederdeutsche Zeitschrift für Volkskunde, 1934.